# Championnat de république démocratique du Congo de football 2003
Navigation
Saison précédente Saison suivante
La saison 2003 du Championnat de république démocratique du Congo de football est la quarante-sixième édition de la première division en république démocratique du Congo, la Ligue Nationale de Football. La compétition rassemble les douze meilleures formations du pays, qui sont passées par des championnats régionaux pour se qualifier. La compétition se déroule en deux phases de poules.
C'est l'AS Vita Club qui est sacré champion à l'issue de la saison, après avoir terminé en tête du classement final, avec neuf points d'avance sur le CS Cilu et dix sur le tenant du titre, le FC Saint Éloi Lupopo. C'est le onzième titre de l'histoire du club.

## Clubs participants
- TP Molunge - Champion de la région Équateur
- FC Saint Éloi Lupopo - Tenant du titre
- AS Vita Club - Champion de la région de Kinshasa
- CS Cilu - Champion de la région du Bas-Congo
- FC Saint-Luc - Champion de la région du Kasaï-occidental
- SM Sanga Balende - Champion de la région du Kasaï-oriental
- CS Matiti Mabe - Champion de la région de Bandundu
- OC Dynamique - Champion de la région de Maniema
- SCOM Mikishi - Champion de la région de Katanga
- TS Malekesa - Champion de la région de la Province orientale
- US Bankin - Champion de la région du Nord-Kivu
- OC Bukavu Dawa - Champion de la région du Sud-Kivu

## Compétition
Le barème de points servant à établir les classements se décompose ainsi :
- Victoire : 3 points
- Match nul : 1 point
- Défaite : 0 point

### Première phase
Poule Ouest :